# Valltjärnen (Ramsjö socken, Hälsingland, 689026-148801)
Valltjärnen är en sjö i Ljusdals kommun i Hälsingland och ingår i Ljusnans huvudavrinningsområde.